# Lent
Lent (tudi Pristan) je stari del Maribora ob Dravi. Ime Lent izvira iz stare nemške besede Lander, kar pomeni prostor za pristajanje, saj je bilo tu pomembno pristanišče, kjer je letno pristajalo do 1100 rečnih splavov. Tu je stala zelo pomembna vodna utrdba - Dravske Benetke. Nastala je v 16. stoletju. Leta 1919 so Lent poimenovali v Pristan. V 80-tih letih 20. stoletja so začeli Lent načrtno obnavljati in danes ga poživljajo številne gostilne, kavarne, obnovili pa so tudi starejše hiše, kar daje Lentu čar starinskosti. Daleč naokoli je znana 400 let stara vinska trta sorte žametovka ali modra kavčina, ki je najstarejša na svetu in še danes rodi.
Na Lentu se odvijajo tudi različne prireditve, prva odmevnejša je bila Splavarski krst leta 1985. Od leta 1993 se tu odvija Festival Lent, ki je privabil mnoge ljudi od blizu in daleč ter doživel ugodno kritiko Mariborčanov.

## Začetek
Ime Lent je spočetka označevalo samo okolico današnjega Pristana, kasneje pa so ga prenesli na ves mestni predel južno od Ulice kneza Koclja, Glavnega trga in Koroške ceste do Drave.

## Zgodovinski oris
Lent je odigral v razvoju Maribora pomembno vlogo. Nastanek mesta je geografsko pogojen, saj leži na stičišču treh geoloških in gospodasko različnih predelov: srednjegorskega gozdnatega Pohorja in Kozjaka, gričevnatih vinorodnih Slovenskih goric in ravninskega poljedelskega Dravskega polja.

## Zanimivosti
Židovski stolp je bil zgrajen leta 1465. V vzhodni strani ima štiri strelne line, okna na južni strani pa so novejša. Na Vischerjevem bakrorezu iz leta 1670 je upodobljen s streho.